# Само ти (Росица Кирилова)
Вижте пояснителната страница за други значения на Само ти.
„Само ти“ е третата песен на българската певица Росица Кирилова от двадесет и първия ѝ студиен албум „25 години на сцената – Като да и не“.